# Phonotaenia balteata
Phonotaenia balteata är en skalbaggsart som beskrevs av De Geer 1778. Phonotaenia balteata ingår i släktet Phonotaenia och familjen Cetoniidae. Utöver nominatformen finns också underarten P. b. zanzibarica.